# Krytonosek ponury
Krytonosek ponury (Scytalopus vicinior) – gatunek małego ptaka z rodziny krytonosowatych (Rhinocryptidae). Występuje endemicznie w Andach w Kolumbii i Ekwadorze. W Czerwonej księdze gatunków zagrożonych IUCN klasyfikowany jest jako gatunek najmniejszej troski (LC, ang. Least Concern).

## Systematyka
Takson ten po raz pierwszy zgodnie z zasadami nazewnictwa binominalnego opisał amerykański ornitolog John T. Zimmer w 1939 roku na łamach „American Museum Novitates”. Autor nadał mu nazwę Scytalopus panamensis vicinior, uznając go za podgatunek krytonoska panamskiego, a jako miejsce typowe podał Ricaurte, departament Nariño w Kolumbii. W 1997 roku Krabbe i Schulenberg dokonali rewizji taksonomii kilku gatunków z rodzaju Scytalopus i podnieśli większość z ich podgatunków do rangi gatunku, m.in. omawianego Scytalopus vicinior. Obecnie krytonosek ponury jest uznawany za osobny gatunek. Jest gatunkiem monotypowym.

### Etymologia
- Scytalopus: gr. σκυταλη skutalē lub σκυταλον skutalon „kij, pałka”; πους pous, ποδος podos „stopa”[9].
- vicinior: łac. vicinior, vicinioris – „bardzo blisko”[10].

## Morfologia
Mały ptak z czarnym lub ciemnoszarym dziobem. Nogi i stopy brązowoszare lub czarniawe. Tęczówki ciemnobrązowe. Występuje niewielki dymorfizm płciowy. Samiec jest ciemnoszary. Górna część głowy ciemnoszara, nad oczami dosyć długi biały pasek brwiowy, policzki i okolice oczu szare, podgardle i gardło jasnoszare. Grzbiet zmienia się od ciemnoszarego w okolicach karku do ciemnobrązowego w okolicach ogona. Pokrywy nadogonowe, pokrywy skrzydłowe i krawędzie lotek mocno ciemnobrązowe. Zad ciemny cynamonowo-brązowy. Sterówki czarniawe. Boki i osłony podogonowe ochrowobrązowe z czarniawymi pręgami układającymi się we wzór łusek. Samica jest podobna do samca, ale grzbiet ma bardziej brązowy, szare gardło i dolną część brzucha czasami bardziej ochrową. Długość ciała 12–12,5 cm. Szczegółowe wymiary na podstawie:
|                       | Samiec      | Samica      |
| --------------------- | ----------- | ----------- |
| Masa (g)              | 20,5 – 24,6 | 22,9 – 24,2 |
| Długość skrzydła (mm) | 55 – 60     | 57 – 60     |
| Długość ogona (mm)    | 46 – 52     |             |
| Długość dzioba (mm)   | 6,6 – 8,3   |             |
| Długość skoku (mm)    | 22,8 – 24,3 | 22,8 – 24,1 |

## Zasięg występowania
Krytonosek ponury występuje na zachodnich zboczach Andów w Kolumbii i Ekwadorze. Zasięg występowania (EOO, Extent of Occurrence) według szacunków organizacji BirdLife International obejmuje około 25,9 tys. km². Występuje w zakresie wysokości od 1250 do 2000 m n.p.m., lokalnie w prowincji Carchi do 2350 m n.p.m.

## Ekologia i zachowanie
Jego głównym habitatem jest podszyt wilgotnych lasów górskich, rzadziej ich obrzeża. Długość pokolenia jest określona na 3,2 lat.

### Rozmnażanie
Brak informacji o rozmnażaniu tego gatunku. Okazy w kondycji lęgowej odłowiono w listopadzie, grudniu i kwietniu, a młodociane osobniki obserwowano w listopadzie.

## Status
W Czerwonej księdze gatunków zagrożonych IUCN krytonosek ponury jest uznawany za gatunek najmniejszej troski (LC, ang. Least Concern). Wielkość populacji nie jest oszacowana, gatunek ten jest opisywany jako rzadki. Ze względu na brak dowodów na spadki liczebności bądź istotne zagrożenia dla gatunku BirdLife International ocenia trend liczebności populacji jako prawdopodobnie stabilny.